# Liste der Monuments historiques in Connantre
Die Liste der Monuments historiques in Connantre führt die Monuments historiques in der französischen Gemeinde Connantre auf.

## Liste der Objekte
| Bezeichnung | Beschreibung          | Standort                                      | Kennzeichnung | Schutzstatus | Datum | Bild |
| ----------- | --------------------- | --------------------------------------------- | ------------- | ------------ | ----- | ---- |
| Tabernakel  | Holz, 18. Jahrhundert | in der Kirche St-Sulpice-et-St-Caprais (Lage) | PM51003363    | Inscrit      | 1995  |      |